# مولیتوا
"مولیتوا" (خط سیرلیک: Молитва؛ به صربی یعنی نیایش) یک ترانه خوانده شده توسط ماریا شریفوویچ است که برنده مسابقه یوروویژن ۲۰۰۷ شد. 